# Manja Kowalski
Manja Kowalski (née le 25 janvier 1976 à Potsdam) est une rameuse allemande. Elle est la sœur jumelle de Kerstin Kowalski.

## Biographie

### Palmarès

#### Aviron aux Jeux olympiques
- 2000 à Sydney,  Australie
  -  Médaille d'or en quatre de couple[2]

#### Championnats du monde d'aviron
- 2001 à Lucerne,  Suisse
  -  Médaille d'or en quatre de couple